# Безпосередня дія порохових газів
Газовідвідний механізм з безпосередньою дією порохових газів на затворну раму (англ. direct impingement) різновид газовідвідної системи вогнепальної зброї де порохові газі після пострілу непрямо (через ствол, через газовий блок, а потім через газову труба) потрапляють у затворну раму або затворний механізм для роботи автоматики.

## Оцінка

Газовідвідний механізм з безпосередньою дією порохових газів на затворну раму

Зброя з газовідвідним механізмом з безпосередньою дією порохових газів на затворну раму була розроблена, щоб бути легшою за зброю з поршневою автоматикою (через відсутність будь-якого додаткового обладнання, крім газової трубки, яка необхідна для відведення газу зі ствола назад до затворної рами). Одним з небажаних наслідків цієї конструкції є те, що основні компоненти вогнепальної зброї піддаються більшому ступеню забруднення (на відміну від зброї з довгим або коротким ходом поршню), через безпосередній вплив порохових газів на затворну раму. Як наслідок, така вогнепальна зброя вважається більш ненадійною в експлуатації, у порівнянні з системами де порохові гази діють на газовий поршень, але насправді на забрудненість впливають різні фактори окрім порохових газів. При пошуку найвідомішим прикладом зброї з газовідвідним механізмом з безпосередньою дією на затворну раму будуть гвинтівки сімейства AR-15, вперше запатентована в гвинтівці гвинтівка ArmaLite AR-10. Це не дуже вдалий приклад оскільки тонкощі включені в патент газовідвідної системи ArmaLite значно відрізняються від класичної газовідвідної системи; при пострілі стиснені порохові гази виходять зі ствола через газовий порт і проходять по довжині газової трубки, але замість простого додавання інерції, необхідної для роботи автоматики зброї і впливати безпосередньо на затворну раму, газ прямує всередину рами затвора, в якій збільшення тиску призводить до того, що сам затвор діє як поршень, відштовхуючи затворну раму від торця ствола (призначення газових кілець на затворі гвинтівок типу AR-10/AR-15 полягає в забезпеченні належного ущільнення між затвором і затворною рамою).
На відміну від звичайних газовідвідних систем, у газовідвідній системі з безпосередньою дією порохових газів на затвор нема потреби використовувати окремий газовий циліндр, поршень та робочий шток. Газ високого тиску діє безпосередньо на затвор і затворну раму, тим самим заощаджуючи вагу, знижуючи виробничі витрати і зменшуючи масу робочих деталей, а отже і знос механічних деталей через рух. Через відсутність газового поршню, потенційна кількість рухомої маси знижується, тим самим зменшуючи імовірність спотворення зображення у прицілі.

Основним недоліком такої системи є те, що казенна частина ударно-спускового механізму вогнепальної зброї швидше забруднюється через вплив залишків згорілого пороху. Це викликано тим, що частинки, зважені в високотемпературному газі, конденсуються на торці затвора і основному УСМ. Гази згоряння містять випаровування металів, вуглець і домішки в газоподібному стані до тих пір, поки вони не стикнуться з відносно більш холодними робочими частинами. Ці відкладення збільшують тертя в кулачковій системі затвора, що призводить до несправностей, тому для забезпечення надійності потрібно часте і ретельне очищення. Кількість забруднень залежить від конструкції гвинтівки, а також від типу пороху, який використовують. Наприклад, французькі гвинтівки серій MAS 44 та MAS 49 успішно експлуатувалася протягом багатьох років з боєприпасами з корозійно-активним спорядженням, з використанням звичайних засобів очищення в польових умовах, таких як бензин (як розчинник) і чисте моторне масло (як мастило).
Ще одним з мінусів таких систем є нагрів затвора та затворної рами від гарячих порохових газів під час стрільби. Це нагрівання призводить до «вигорання» необхідного мастила. Відсутність належного змащування - найбільш часте джерело несправностей зброї. Ці сукупні фактори зменшують термін служби цих деталей, надійність та середній наробіток між відмовами.
Робота системи сильно залежить від довжини ствола і газової труби, по якій газ пересувається від ствола до затвора. Коротка газова труба призведе до високого тиску у затворній рамі і збільшить темп автоматичного вогню, що може негативно позначитися на зброї та точності пострілів. Використання глушника також збільшує тиск газів, що ще більше погіршує ситуацію. Проблему можна зменшити, використовуючи довшу газову трубку, пересуваючи газовий отвір на стволі далі вперед та/або встановлюючи регульований газовий блок, щоб забезпечити потрібну величину тиску газу в залежності від бажаного режиму роботи.

## Історія
Першою експериментальною гвинтівкою з газовідвідним механізмом з безпосередньою дією на затворну раму була французька автоматична гвинтівка Rossignol ENT B1, за якою було розроблено гвинтівки B2, B4 та B5. Першою серійною зброєю стала гвинтівка MAS 40 прийнята на озброєння у березні 1940. Іншим відомим екземпляром стала швейцарська гвинтівка Automatgevär m/42. Як у французькій, так і в шведській гвинтівках використовується проста система, за допомогою якої газова трубка роль поршня з поглибленням для циліндра в затворній рамі.
УСМ AR-10 (а пізніше ArmaLite AR-15 і M16) яку розробив Юджин Стоунер зазвичай називають газовідвідним механізмом з безпосередньою дією порохових газів на затворну раму, але насправді газовідвіний механізм відрізняється від звичайного. У патенті U.S. Patent 2 951 424, конструктор стверджує: ″Даний винахід являє собою справжню систему з газом, який розширюється, на відміну від традиційної системи зустрічного газу.″ Газ через отвір у стволі рухається по газовій трубі, прямо у камору в середині затворної рами. Затвор в середині затворної рами має поршневі кільця для утримання газів. Фактично, затвор і рама виступають у ролі газового поршня і циліндра.